# Cicir
Cicir – wieś w Rumunii, w okręgu Arad, w gminie Vladimirescu. W 2011 roku liczyła 941 mieszkańców. 